# Michel Batlle
Pour les articles homonymes, voir Batlle.
 (juin 2009).
Michel Batlle, né le 3 avril 1946 à Toulouse, est un artiste peintre et sculpteur français.

## Biographie
Michel Batlle est né le 3 avril 1946 à Toulouse, il est d’origine catalane par son père, réfugié politique de la Guerre d'Espagne. Plusieurs membres de sa famille étaient artistes peintres ou musiciens.
C'est à 17 ans, en 1963, qu'il fait sa première exposition. L'année suivante il réalise ses premières peintures abstraites dans l'esprit de l'école de Paris et de la peinture américaine, sans oublier le Lettrisme avec lequel il a des affinités  avec ses contre-écritures.
Parallèlement entre 1966 et 1967, il crée ses premières musiques expérimentales et concrètes à la suite de diverses expériences au sein de groupes de rock. Il reviendra de temps à autre à la « musique improvisée » dans des « performances-peintures ». Entre 1965 et 1973, son atelier Le Cratère est le lieu underground et d'avant-garde de Toulouse. (Le Cratère est devenu depuis un cinéma d'art et d'essai qui a conservé le nom antérieur).
Michel Batlle est le créateur en 1966 du concept la « Psychophysiographie », relations entre le corps et l’esprit traduites par tous moyens graphiques, sorte de simulacre scientifique produisant des anatomies imaginaires par lesquelles il mêle l’art et le corps, réalisant des gravures sur radiographies, il est le premier artiste à utiliser ainsi ce support, il gravera aussi des disques vinyle. Dans le même temps il réalise des performances sous forme de « leçons de psychophysiographie » en public lors desquelles il mêle textes, musique improvisée, peinture corporelles sur modèles vivants, projections de diapositives. Il est en ce sens un des pionniers en France du Body-art au même titre que Michel Journiac et Gina Pane.
En 1970 il abandonne l'abstraction pour une nouvelle figuration expressionniste, préfigurant ce qu'on appellera dix ans plus tard en France « la figuration libre ».
En 1981 il crée la revue Axe Sud qui fait découvrir les nouveaux mouvements tel que la « transavantgarde », la « nouvelle sculpture anglaise » ou le « graffiti ». Il organise les premières expositions en France de Barcelo, Plensa, Baquié, Ruggirello, Arsen Savadov, l'Avant-garde yougoslave, l'art contemporain africain… Plus tard il réalise un site sur l'avant-garde japonaise Gutaï dont il est l'un des grands défenseurs avec son ami Ben Vautier : « Gutai.com ».
Dès l'arrivée des premiers ordinateurs personnels Macintosh en 1987, il réalise des séries de visages numériques mettant en avant l'esthétique technologique des pixels et leurs trames.
En 1989, Michel Batlle est le premier artiste vivant à exposer dans l’ex-URSS, à Kiev ; le hasard fait que le vernissage a lieu le jour même de la chute du Mur de Berlin. Par la suite, il se détache de tous courants, poursuivant une œuvre plus marginale et plus humaniste avec sa série des « Guerres culturelles ». 
La fin du siècle le voit revenir au sujet unique du visage et du corps. Il séjourne régulièrement en Afrique de l'Ouest, préférant la vie et l'aventure à la stratégie des artistes domestiques. 
À partir de 2010, il travaille intensément la sculpture en métal produisant des œuvres monumentales. Face à la situation de l'art d'aujourd'hui, ornementale et décorative et face aux spécialistes des petites idées déclinées, Michel Batlle se présente comme un « artiste généraliste » pour qui l'art est avant tout une expérience et un questionnement sur la vie mais aussi un engagement essentiel pour le respect des différences.

## Principales acquisitions publiques
- Musée des Augustins - Toulouse
- Musée d'art moderne - Belgrade
- Fonds régional Midi-Pyrénées
- Fonds national d'art contemporain - Paris
- Pinacoteca di Capo d'Orlando - Sicile
- Musée des Beaux arts - Rodez
- Musée de Kiev - Kiev - Ukraine
- Philbrook Museum - Tulsa - Oklahoma - États-Unis
- Musée de Sarajevo - Sarajevo - Bosnie-Herzégovine
- Ville de Sérignan
- Ville de Montauban - Rond des Osages (près de l'échangeur sud de l'autoroute A20)[4].
- Institut français du Kyushu – Fukuoka - Japon
- Galerie photo du Château d'eau – Toulouse
- Musée de Olot (Girona) Espagne

## Expositions
- Exposition « Michel Batlle, artiste de plein vent » du 2 juin au 30 septembre 2018 au château de Laréole qui permet de découvrir notamment ses sculptures métalliques et des oeuvres évoquant son travail autour du visage et du corps[5].

- Exposition « Michel Batlle, Faces à Faces », du 23 juin au 19 septembre 2021 au musée des Beaux-Arts Denys-Puech de Rodez présente quelques sculptures de l’artiste autour de ses « questionnements engagés » depuis 1966 sur la représentation des corps[6] et dont certaines sont exposées dans un jardin public à proximité du musée[7].

- Exposition (peintures et sculptures) de Michel Batlle du 1er mai au 30 septembre 2023 à L'abbaye Sainte-Marie de Valmagne à Villeveyrac[8],[9].

## Citations sur l'artiste
- Michel Batlle par Ben Vautier[10].

« Michel Batlle est un artiste important car sa peinture apporte autre chose que de la démangeaison formelle et décorative. Il est le seul peintre que je connaisse dont l'art crève l'abcès du débat culturel aujourd'hui.
Dans ses toiles, il superpose les signes profonds de mémoires culturelles différentes, le Roman, le Gothique, Lascaux et la perspective, etc. Dans la mesure où la peinture est prémonitoire des préoccupations du pouvoir en place, celle de Michel Batlle reflète les préoccupations du pouvoir à venir. Je parle ici de la série des « Guerres culturelles », qui démontre qu'il est un des rares à comprendre que la peinture n'est pas une recherche nombriliste, mais véhicule aussi la mémoire des peuples, leur résistance, leur personnalité.

Dans les œuvres de Michel Batlle, il y a comme des poings levés et fermés de résistance. »

— Ben, 1985